# 奇力島
座標: 北緯22度17分2.95秒 東経114度10分56.29秒 / 北緯22.2841528度 東経114.1823028度

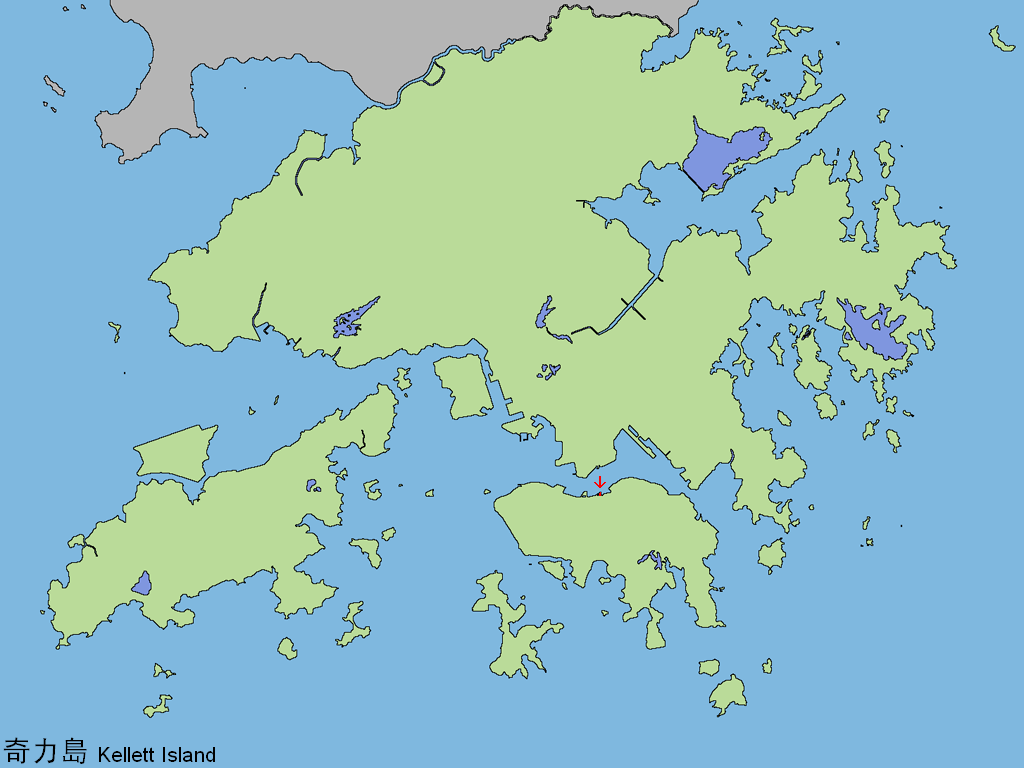
香港における奇力島

奇力島（ケイリクトウ、英語: Kellett Island）、または灯篭洲（タンルンチャウ）は、香港香港島銅鑼湾の北、ビクトリア・ハーバーに浮かんだ島であった。
1969年、香港島と九竜半島を結ぶクロスハーバートンネルを建設するために、香港島と奇力島の間の海を埋め立て、奇力島は独立した島ではなくなり、香港島と繋がった。
もともと奇力島だった場所が、ロイヤル･ホンコン･ヨットクラブ（香港遊艇会）とクロスハーバートンネル入口と出口の所在地である。

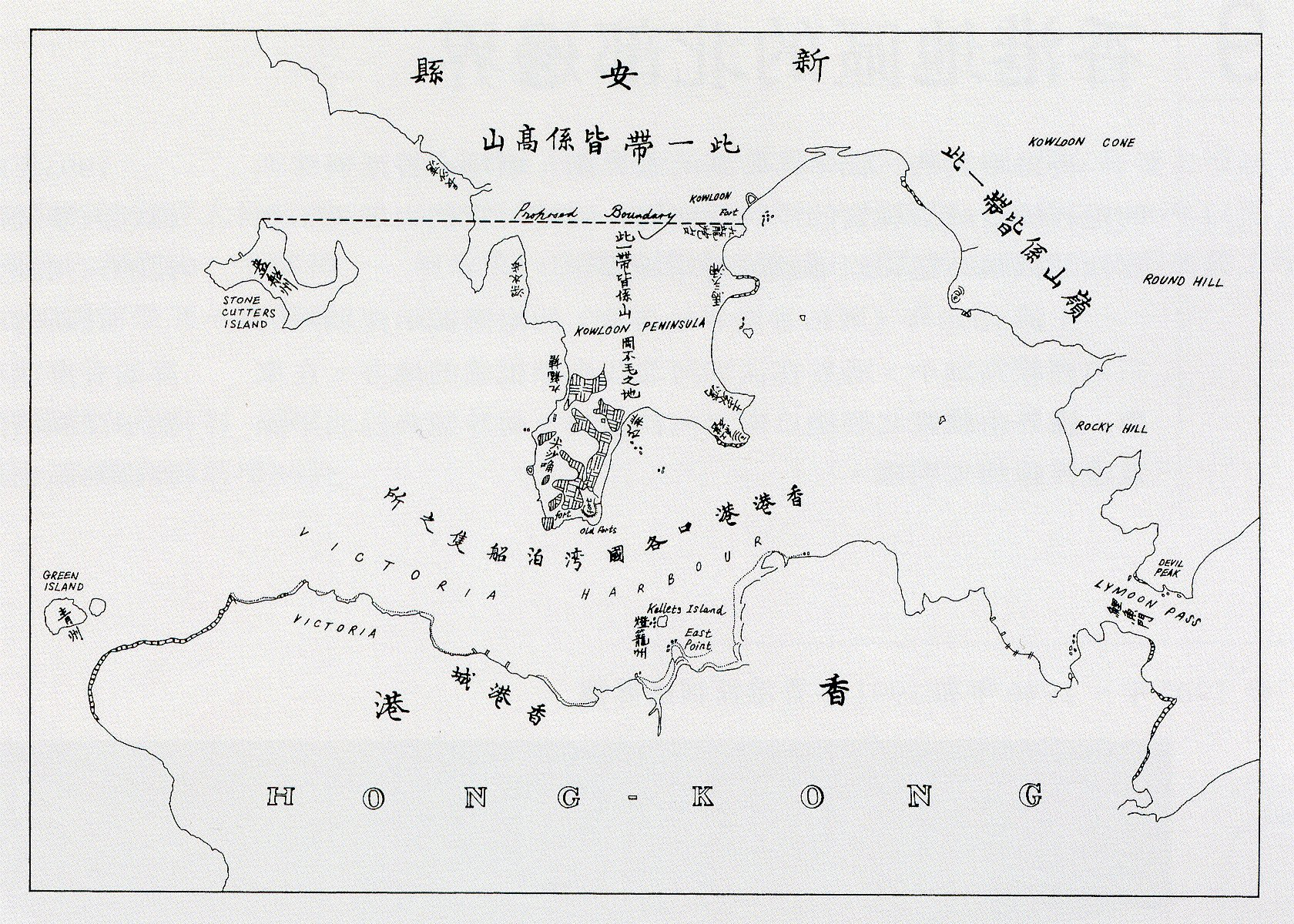
《北京条約》地図によって、香港島の北に灯篭洲という島があった

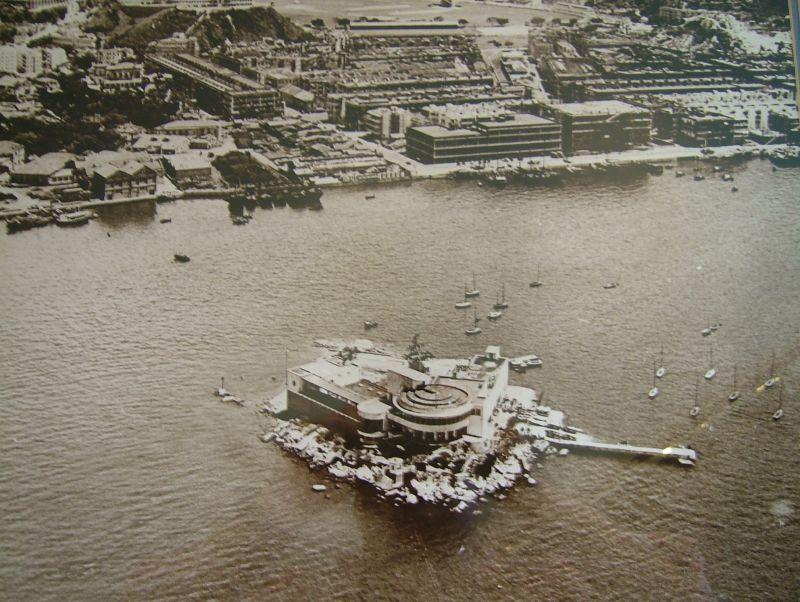
1948年に奇力島の写真